# 格倫科 (新墨西哥州)
格倫科（英語：Glencoe）是位於美國新墨西哥州林肯縣的非建制地區。

## 歷史
格倫科的郵局自1901年營運至今。

## 地理
格倫科所處的海拔為高於海平面1749米（即5738英呎），而該地所採用的時區為UTC-7，即北美山地时区（MST）。同時該地設有夏令時間，為UTC-7調快一小時，即UTC-6（MDT）。